# Униформа

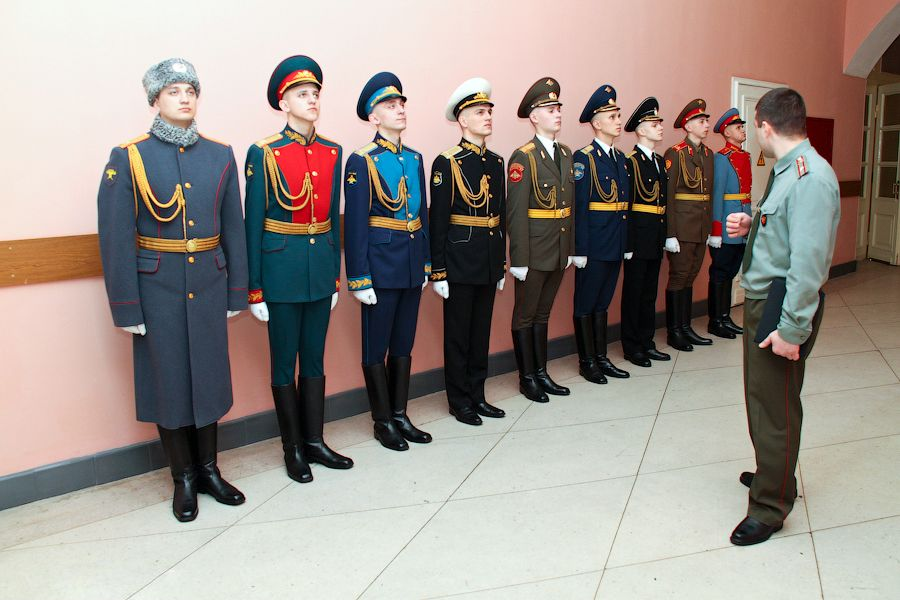
Образцы особой зимней и летней парадной военной формы, как разновидности униформ, почётного караула разных видов вооружённых сил России, в 154-м отдельном Преображенском комендантском полку.
Справа налево от советских до современных российских.

Унифо́рма (от фр. uniforme, в свою очередь от лат. unus «один» + лат. forma «форма, вид») — одинаковая по стилю, покрою, цвету и ткани специальная (служебная) одежда для создания единого облика корпоративной группы (брендированная одежда).
В устаревшем значении, то же, что форменная одежда, мундир.
Форма символизирует функцию её носителя и его принадлежность к организации. Устойчивое словосочетание «честь мундира» означает воинскую или вообще корпоративную честь.
Противоположность униформы — партикулярное платье: индивидуальная одежда.

## Области применения
Форма единого образца принята в армиях практически всех стран мира, при этом существует три вида формы: полевая, повседневная и парадная. Также форма используется в различных государственных ведомствах: милиции (полиции), прокуратуре, таможенной службе, у пожарных и т. д. В Российской империи были установлены мундиры для всех чиновников штатской службы (с отличиями по ведомствам) и придворных чинов; в СССР с 1943 до 1954 г. униформу носили сотрудники наркомата (министерства) иностранных дел и некоторых других ведомств.
Кроме того, форма может быть обязательной и для представителей сугубо гражданских профессий, например, у железнодорожников, почтальонов, работников общественного транспорта. В дорогих отелях специальную форму носит персонал (швейцары, лифтёры, носильщики). Как правило, цвет такой формы — красный.
Также форму носят спортсмены на соревнованиях в знак принадлежности к команде. На соревнованиях достаточно высокого уровня, например Олимпийских играх, чемпионатах мира и Европы, форма является обязательным атрибутом, более того, она должна быть уникальной для каждой команды и легко различимой по телевидению.
Некоторые общественные организации вводят униформу или её элементы для своих членов. Известна скаутская и пионерская форма, униформа Юнгштурма, нацистских штурмовиков, итальянских чернорубашечников, Армии спасения и т. д.

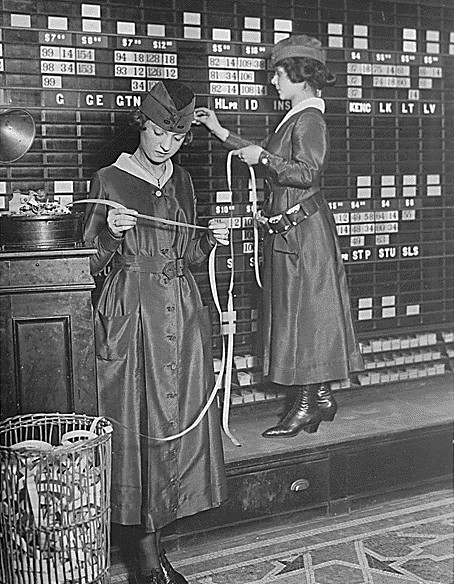
Биржевые работницы в униформе в гостинице Waldorf–Astoria[англ.]. Нью-Йорк, 1918 год
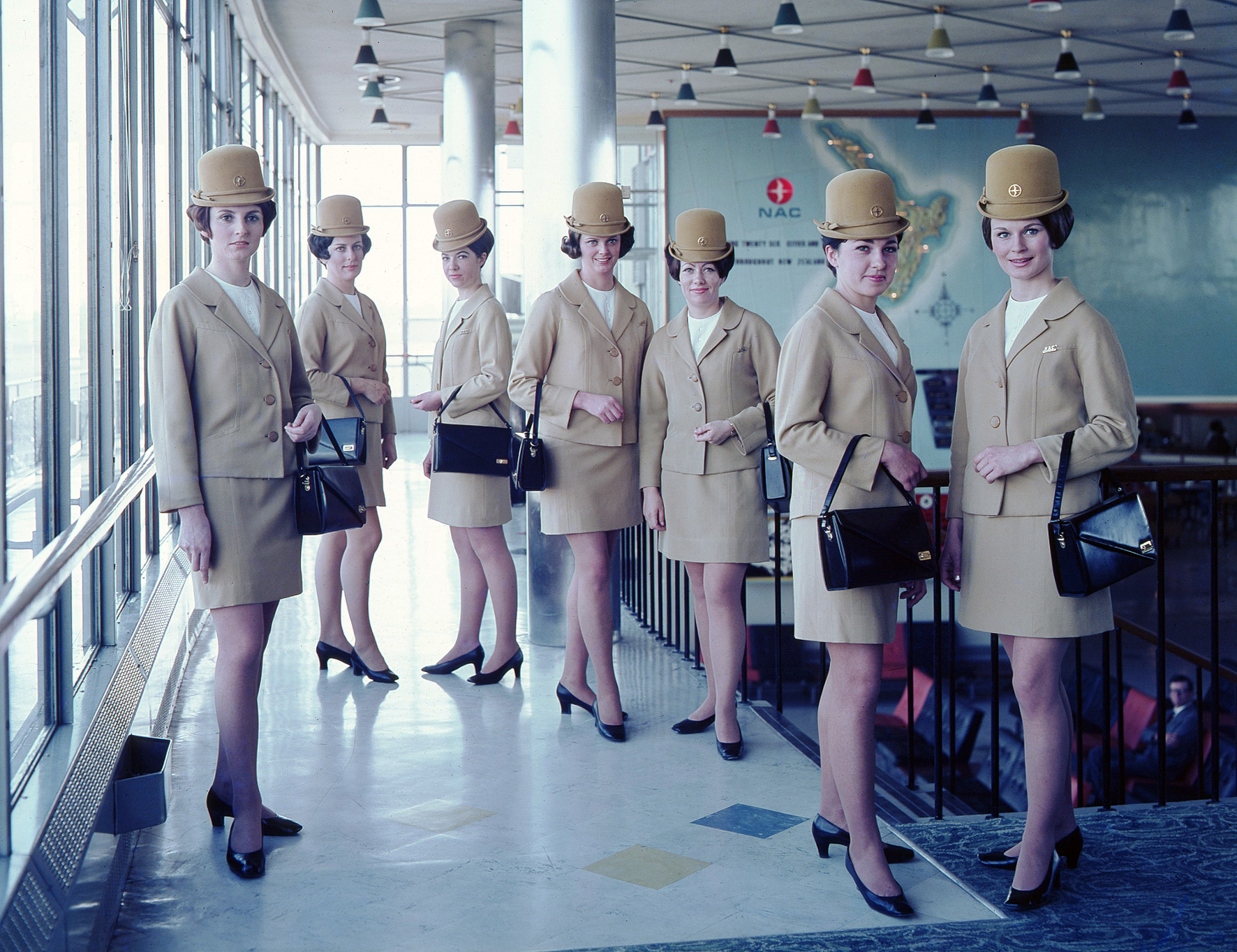
Униформа стюардесс авиакомпании NAC[нем.], 1965 год
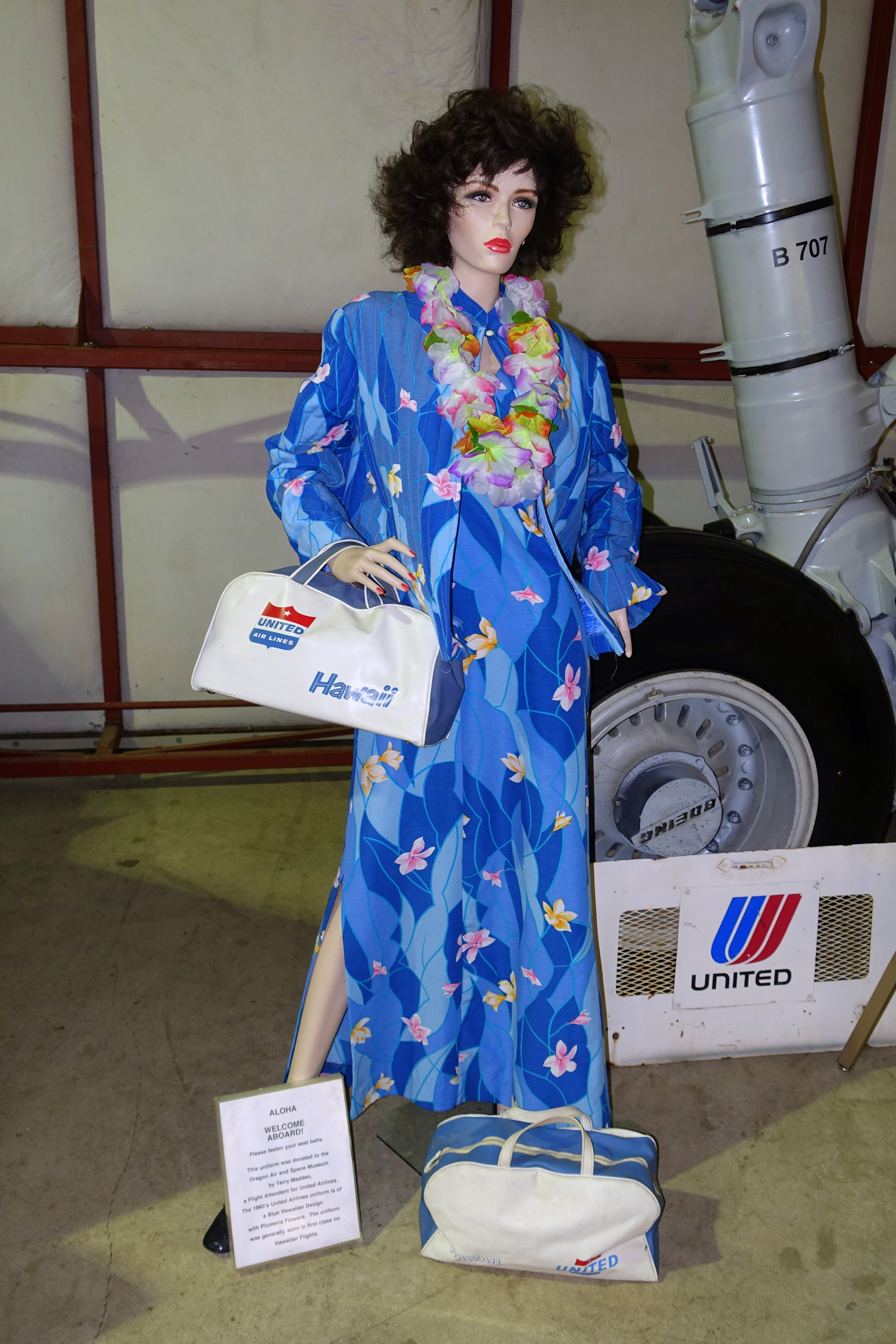
Униформа стюардесс авиакомпании United Airlines на авиалиниях в Гавайи, 1960-е годы. Экспонат Орегонского музея авиации и космонавтики[англ.]
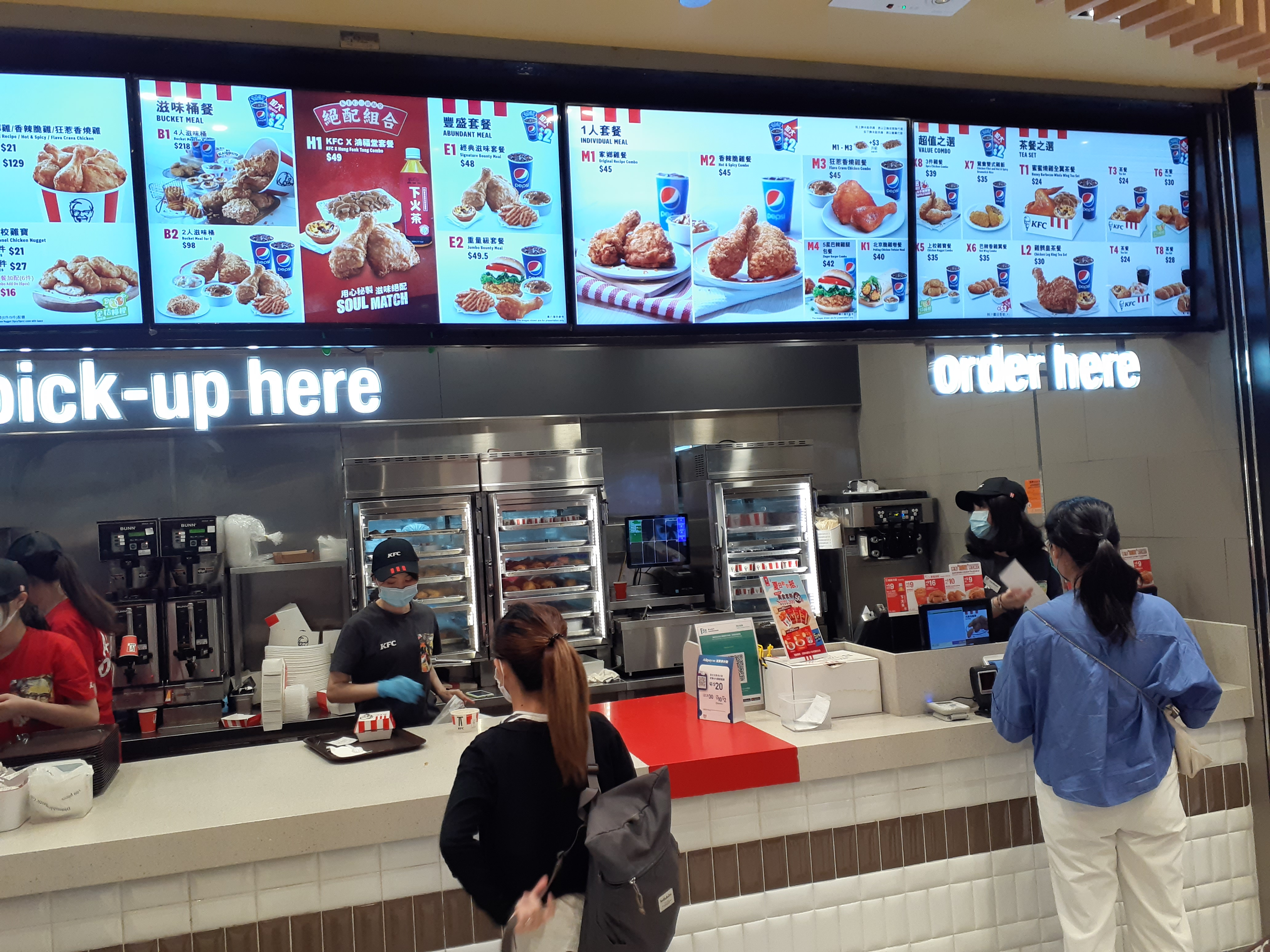
За прилавком работники сети KFC в униформах красного и чёрного расцветок. Гонконг
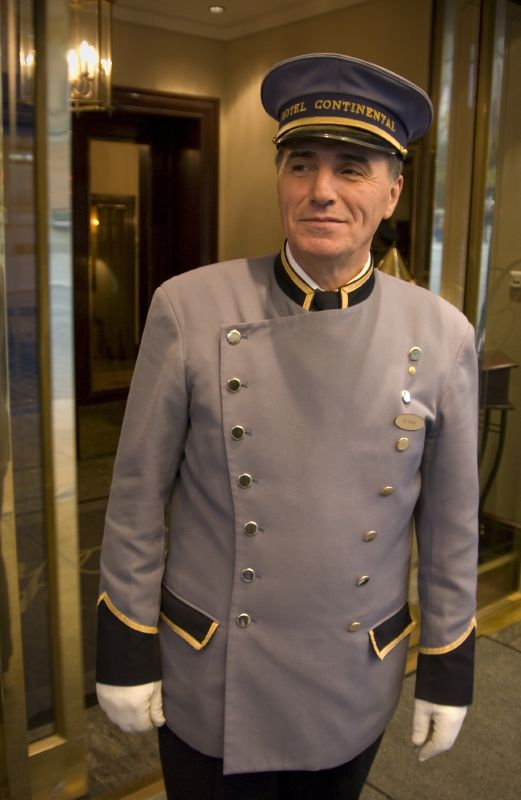
Носильщик гостиницы в униформе
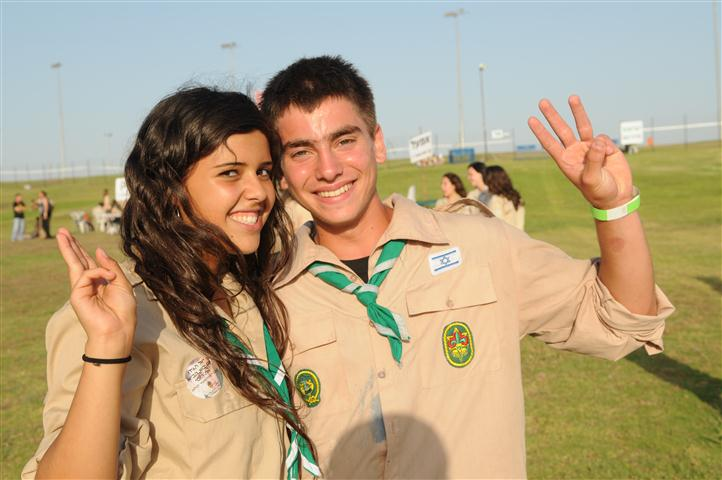
Униформа скаутов. Израиль
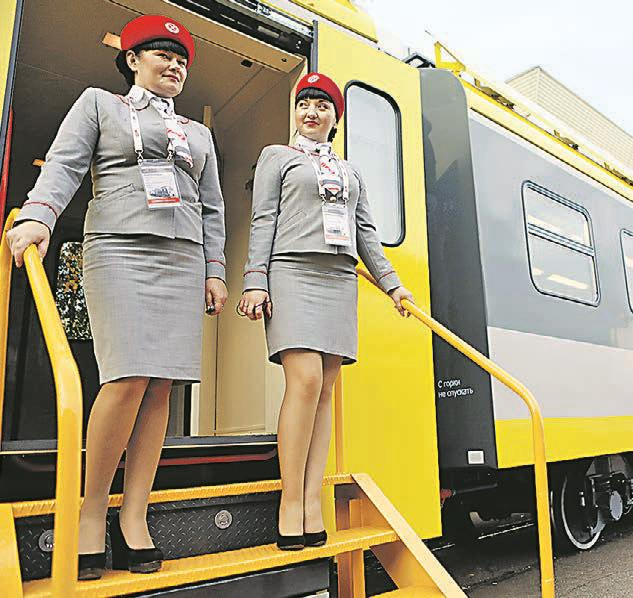
Униформа проводниц. Россия, Москва

## Военная форма
Военной формой называют одежду, установленного правилами или специальными указами образца, ношение которой является обязательным для любой воинской части и для каждого рода войск, она является разновидностью униформ.
Традиции всегда играли важную роль в развитии униформы, что характерно для всех эпох. Даже современный вид униформ несёт отпечаток древних традиций. Со временем детали костюма, указывавшие на ту или иную эпоху, хоть и теряли своё изначальное предназначение, но часто сохранялись в виде символического орнамента.
Штатская мода также оказывала влияние на развитие униформы, и поэтому её следует учитывать при изучении военного обмундирования определённого периода. Первоначально различие между штатской и военной одеждой было менее значительным, чем можно предположить.

### Древний мир
Ещё в Древнеримской армии солдатам выдавали одинаковое оружие и доспехи.

### Средневековье и Просвещение

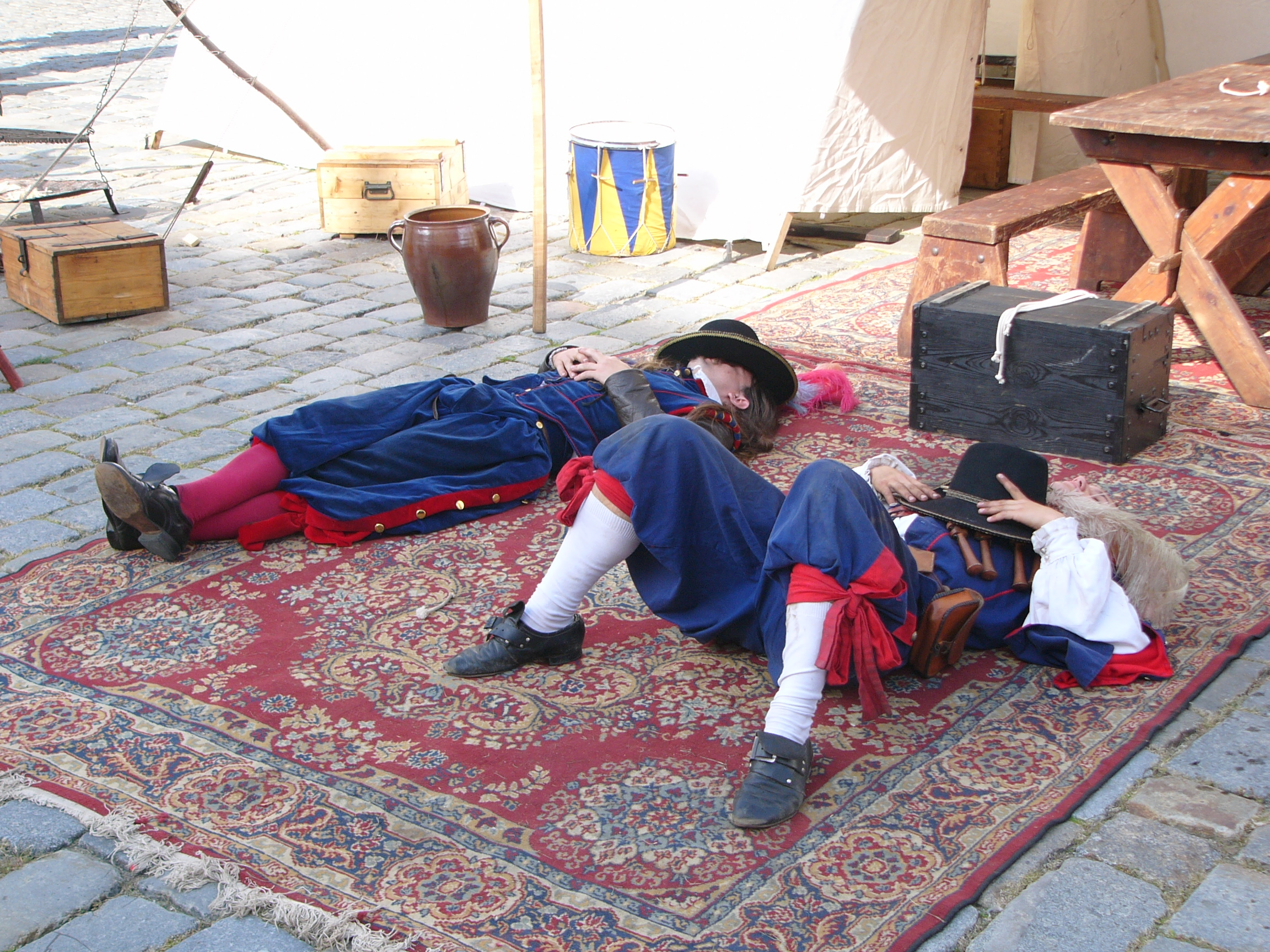
Униформа после Тридцатилетней войны

В Средневековье на щитах было принято изображать герб города, королевства или феодала, особенно это отразилось на щитах арбалетчиков — мантелетах. Подобие униформы было в гвардиях королей (королевские мушкетёры во Франции).
В Средние века в качестве отличительных знаков стали использовать изображение креста. Так, например, с начала XV века англичане нашивали на груди и спине красный крест, французы и швейцарцы — белый, а воины Германской империи — крест Святого Андрея или бургундский крест.
Униформа в её настоящем виде появилась относительно недавно, с образованием постоянных армий после Тридцатилетней войны (1618—1648), и была введена одновременно в нескольких странах. Это происходило по очевидным причинам: необходимо было с первого взгляда отличать своего товарища от врага в ходе сражения, а также обозначить принадлежность войска к определённому государству. Мундирное платье введено во французском войске Людовиком XIV.
Позднее кресты заменили шарфами, которые носили на поясе или через плечо. Расцветку шарфа выбирал сам монарх, и поэтому она обычно соответствовала цветам королевского герба. Например, датский король Фредерик II решил, как гласит указ 1563 года, что «все, кто входит в состав королевской армии, должны носить отличительный знак в виде ленты или шарфа красного и жёлтого цветов на шапке, одежде или поверх кирасы». Эти цвета являлись цветами герба королевского Ольденбургского дома. В 1625 году, вступая в Тридцатилетнюю войну, Кристиан IV выбрал шарф синий и красновато-коричневый с золотистым оттенком и дополнил головной убор белым пером. Позднее король вновь вернулся к цветам Ольденбургского дома, которые существуют и поныне. Символическим напоминанием о прежнем шарфе является темляк в виде узкого витого шнура красного цвета с золотым на эфесе офицерской сабли.
В Швеции цвет шарфа также менялся. Он был синим у армии Густава II Адольфа во время Тридцатилетней войны, синим и жёлтым в правление Карла X Густава, каким и сохранился до наших дней. В период Тридцатилетней войны испанцы и воины Германской империи носили красные шарфы, французы — белые, голландцы — оранжевые, а саксонцы — зелёные. В Англии Кромвель ввёл оранжевый шарф, а у роялистов были белые шарфы. В ходе крупных сражений считалось необходимым дополнить шарфы другим отличительным знаком, например соломенными жгутами или зелёными ветками на шляпе или каске. Так солдаты союзных армий узнавали друг друга на поле боя и легко отличались от солдат неприятельской коалиции.
Введение униформы вызвало некоторые затруднения. Поначалу солдаты получали обмундирование, стоимость которого удерживалась из жалования. Таким образом, обмундирование полностью принадлежало им и не изымалось по окончании службы. Обычно полковники — командиры и владельцы полка — приобретали и распределяли походное обмундирование. Для солдата это было невыгодно, так как каждое сэкономленное экю шло не в его карман, а в карман полковника. Но по мере укрепления королевской власти влияние полковников ослабевало. Внешний вид и детали униформы, а также способ её ношения утверждались приказами монарха. Постепенно снабжение армий обмундированием стало производиться централизованно. В случае ликвидации или преобразования воинской части государство возмещало стоимость обмундирования и распределяло его между другими полками.
Первоначально стремились придать особый вид униформе каждого полка, но достаточно быстро убедились в том, что предпочтительней ввести для каждого рода войск (а затем и всей армии) униформу одного покроя, а воинские части различать между собой формой и цветом воротника, отворотов, обшлагов, галунов, тесьмы, а также пуговиц. Однако некоторые воинские части, такие, как, например, гусары, сохранили своё особое обмундирование.

### XVIII век — XIX века
Только в начале XIX века установился обычай одевать всю армию, или её самую значительную часть, главным образом пехоту, почти в одинаковое обмундирование и различать полки по вензелям на головных уборах и знакам, выгравированным на пуговицах. Такая тенденция прослеживается на протяжении всего XIX века, но при этом стремление сохранить традиции не исчезло. В начале XX века в большинстве стран выбрали почти одинаковый покрой для военных униформ. Но гвардейские и кавалерийские части во многих случаях по-прежнему носили роскошное и богато украшенное обмундирование.
Яркие цвета униформы применялись до тех пор, пока гладкоствольные ружья, заряжаемые через дуло, имели невысокую точность стрельбы, незначительную дальнобойность и скорострельность. Позднее, повышение эффективности огнестрельного оружия заставило взглянуть на униформу совершенно с иной стороны. Чтобы передвижение солдат на местности было менее заметным для врага, униформа должна совпадать по цвету с окружающим ландшафтом.

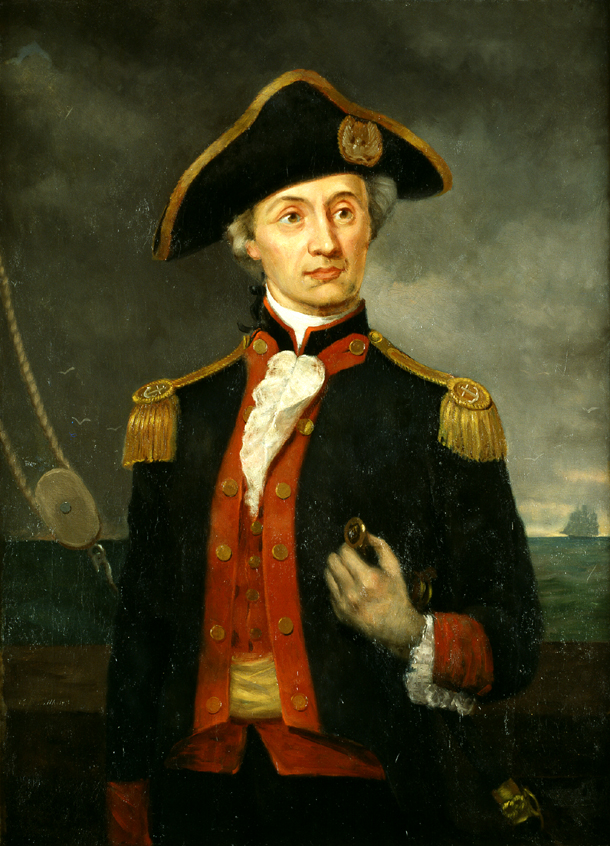
Военная форма флота США XVIII столетия
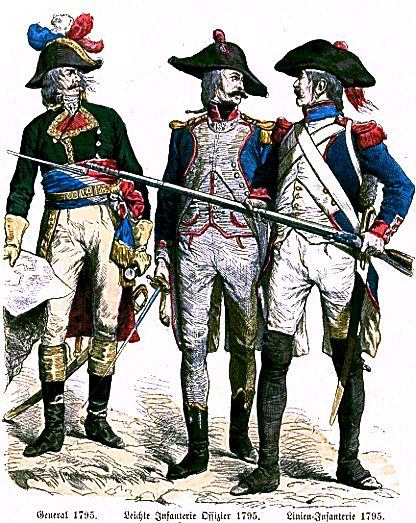
Военная форма французских революционных генерала, офицера и солдата от инфантерии (1795)
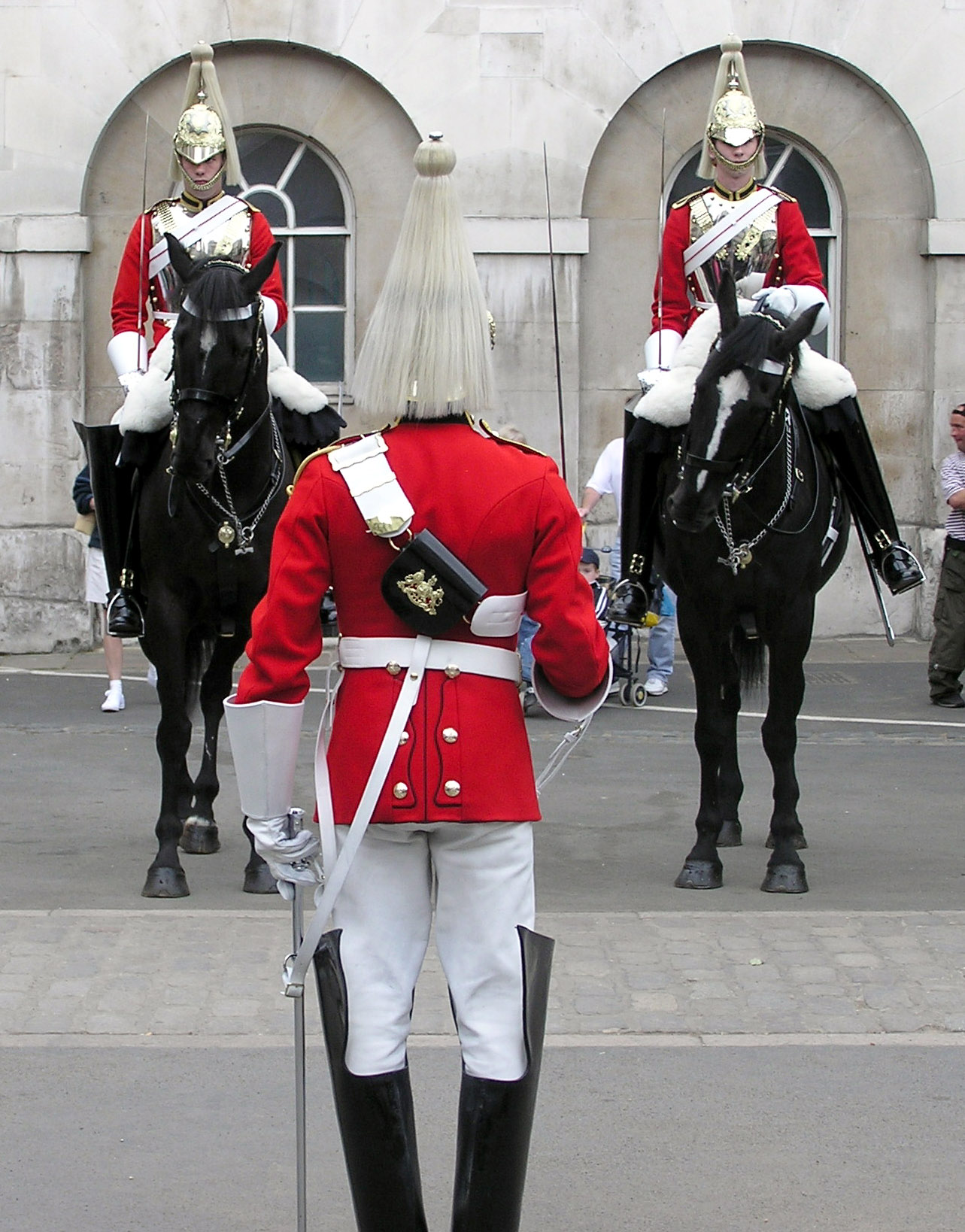
Историческая военная форма — «красные мундиры» — сохраняется в качестве церемониальной для британской лейб-гвардии.

### XX век и далее
В ходе Первой мировой войны во всех воюющих армиях была введена униформа, отвечающая требованию цвета. Все рода войск имели униформу одного покроя и цветового оттенка. Отличительные знаки состояли из мелких букв или цифр, а также малозаметных на расстоянии значков и окантовки.
Постоянно увеличивавшиеся точность и дальнобойность оружия, а также овладение воздушным пространством привели к появлению военного снаряжения, обеспечивавшего максимальную маскировку в различных ситуациях, не ограничивая при этом свободу движения. Никогда ещё военная униформа так не отличалась от штатской одежды, как в наши дни. Во многих странах солдат имеет обычное или полевое обмундирование, которое служит повседневной одеждой в мирное и военное время, а также комплект обмундирования, предназначенный только для парадов и торжественных случаев.

## В России

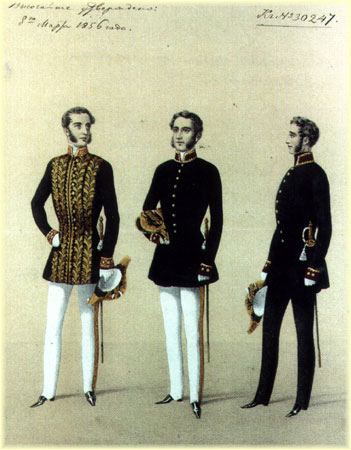
Форменная одежда членов Государственного совета Российской империи (парадная, праздничная и обыкновенная), 1856 г.

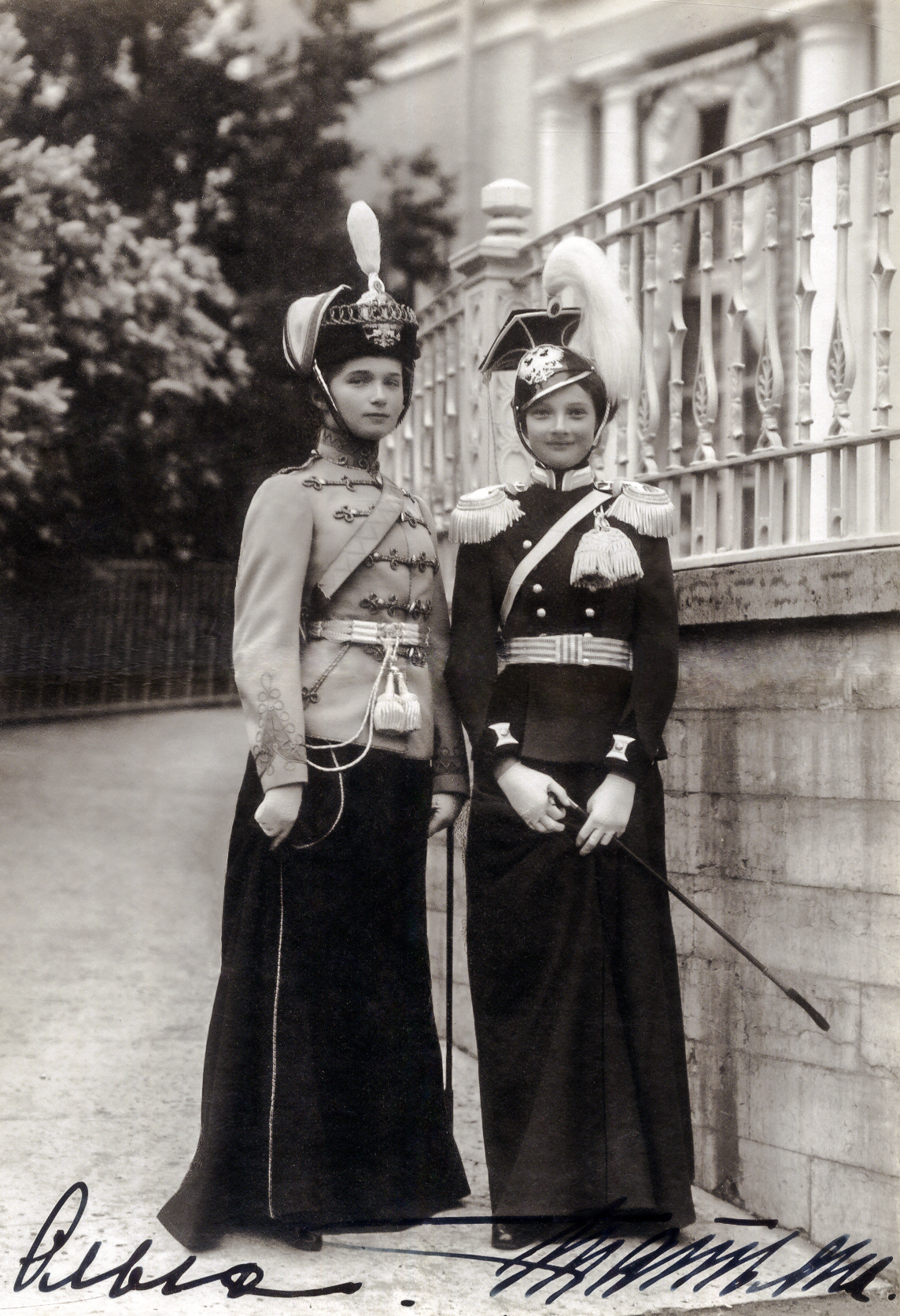
Великие княжны в парадных мундирах «своих» подшефных полков Русской императорской армии, Ольга в мундире 3-го Елизаветградского гусарского, а Татьяна — 8-го Вознесенского уланского, 1910 год.

Впервые униформа появилась в 1552 году у стрелецких полков Русского царства в правление Ивана IV Грозного.

### В Российской империи
Указом Екатерины II от 23 октября 1782 года были введены придворные мундиры для генерал-губернаторов и чиновников, характерных по цвету гербов российских губерний.
Среди воинских частей и учреждений Российской императорской армии, которым была присвоена особая форма одежды, были и такие, чью форму носили буквально несколько человек. Но Главная гимнастическо-фехтовальная школа выделялась даже среди них. Её форму носили всего менее двух десятков офицеров и четыре-пять нестроевых нижних чина, но форма имела варианты, как по пехоте, так и по кавалерии.
8 мая 1885 года была введена форменная одежда студентов Императорских Российских Университетов, которая после революции в 1918 году была отменена Постановлением Наркомпроса РСФСР от 18 февраля 1918 «Об отмене форм и учебных знаков всех учебных заведений» ношение форменной одежды «служащими, учащими и учащимися Народного Комиссариата по Просвещению, а также всякого рода кокард, значков и знаков, выдаваемых по окончании учебных заведений и присвоенных учёным степеням».

### В СССР
В 1944 году политика возврата к историческим традициям России, позволила по инициативе председателя Комитета по делам высшей школы при Совете народных комиссаров СССР (С. В. Кафтанова) представить В. М. Молотову «Проект введения форменной одежды для студентов высших учебных заведений СССР», который был согласован с министрами И. Н. Акимовым, С. Г. Лукиным. Проект предусматривал летнюю и зимнюю форму одежды для студентов, а также для высшего и среднего профессорско-преподавательского состава, с петлицами, наплечными и нарукавными знаками. Но проект так и не был принят. В то же время, была школьная форма: практически неизменная у девочек — коричневые платья (с белым воротничком) с повседневными чёрными и праздничными белыми фартуками, — и существенно меняющаяся у мальчиков.
В 1947−1954 годах председателем Президиума Верховного Совета СССР (Н. М. Шверник) была введена и утверждена форменная одежда и знаки различий для работников гражданских министерств и ведомств СССР, которая в 1954 году была отменена К. Е. Ворошиловым.